# ناوتا ياماغوتشي
ناوتا ياماغوتشي (باليابانية: 山口 直大) (مواليد 31 أغسطس 1983)، هو لاعب كرة قدم كان يلعب كلاعب وسط.